# Alkusz
Alkusz (Alqosh lub Alqush, syriacki: ܐܠܩܘܫ, arab.: القوش) – miejscowość w Iraku, położona 30 km na północ od Mosulu; znana ze starożytnej i istniejącej do dziś wspólnoty wiernych Kościoła chaldejskiego. Stąd pochodzi Emil Shimoun Nona, arcybiskup Mosulu od 2009 r.
Alkosz z aramejskiego oznacza „Boga Prawości”.